# Тулиара (провинция)
Тулиара (на френски: Province de Tuléar) е една от шестте административни провинции на Република Мадагаскар. Разположена е в югозападната част на страната и има излаз на Индийския океан. Площта на провинцията е 164 405 км², а населението е около 2 229 550 души (2001). Столицата ѝ е град Толиара. Разделена е на 4 региона, всеки от който е допълнително разделен на райони и комуни.

## Региони
Четирите региона са:
| Регион            | Столица   |
| Андрой            | Амбовомбе |
| Аноси             | Толанаро  |
| Атсимо-Атсинанана | Толиара   |
| Менабе            | Морондава |